# Sint-Jozefskerk (Dielegem)
De Sint-Jozefkerk (Frans: Église Saint-Joseph) is een kerkgebouw in Dielegem, een wijk in de Belgische gemeente Jette in het Brussels Hoofdstedelijk Gewest. De kerk staat aan de Remy Soetensstraat 36.
Deze kerk is gebouwd op de plaats waar voorheen de Abdij van Dielegem was gelegen. Het is een moderne kerk, van 1964-1968 gebouwd onder architectuur van Marc Dessauvage.
Het materiaal is voornamelijk baksteen, en de kerk is sober uitgevoerd met een -schuin afgezet- plat dak. Een toren ontbreekt.
Het orgel is van 1964 en werd gebouwd door Jean-Pierre Draps.